# Лойх
Лойх (нем. Loich) — коммуна (нем. Gemeinde) в Австрии, в федеральной земле Нижняя Австрия. 
Входит в состав округа Санкт-Пёльтен.  Население составляет 642 человека (на 31 декабря 2005 года). Занимает площадь 24,51 км². Официальный код  —  31920.

## Политическая ситуация
Бургомистр коммуны — Антон Грубнер (АНП) по результатам выборов 2005 года.
Совет представителей коммуны (нем. Gemeinderat) состоит из 15 мест.
- АНП занимает 9 мест.
- СДПА занимает 4 места.
- Партия BL занимает 2 места.